# Барка (Дівача)
Барка (словен. Barka) — поселення в общині Дівача, Регіон Обално-крашка, Словенія. Висота над рівнем моря: 609,9 м.